# Subramaniula irregularis
Subramaniula irregularis är en svampart som beskrevs av P.F. Cannon & D. Hawksw. 1986. Subramaniula irregularis ingår i släktet Subramaniula och familjen Chaetomiaceae.   Inga underarter finns listade i Catalogue of Life.